# Paweł Rakoczy
Paweł Rakoczy (ur. 15 maja 1987 w Złotoryi) – polski lekkoatleta specjalizujący się w rzucie oszczepem.

## Kariera sportowa
Reprezentował Polskę w mistrzostwach świata juniorów w 2006 jednak nie awansował do finału. W 2008 został publicznie ostrzeżony przez IAAF oraz anulowano jego wynik z meczu młodzieżowców Niemcy–Polska w Rostocku, ponieważ wykryto u niego zabronioną dla lekkoatletów substancję – sibutraminę. Szósty zawodnik uniwersjady w Belgradzie oraz dziesiąty młodzieżowych mistrzostw Starego Kontynentu (2009). W 2012 był finalistą mistrzostw Europy oraz nie awansował do finału na igrzyskach olimpijskich. 
Uczestnik zimowego pucharu w rzutach lekkoatletycznych oraz reprezentant Polski w drużynowych mistrzostwach Europy. 
Ma w dorobku dwa srebrne medale mistrzostw Polski seniorów (Szczecin 2008 i Bydgoszcz 2011). Złoty medalista mistrzostw Polski młodzieżowców (2008) oraz dwukrotny mistrz Polski Akademickiego Związku Sportowego (Warszawa 2009 i Łódź 2012). 
Rekord życiowy: 84,99 (13 maja 2012, Łódź) – jest to trzeci rezultat w historii rzutu oszczepem w Polsce.

## Osiągnięcia
| Rok  | Impreza                                 | Miejsce   | Lokata               | Wynik |
| ---- | --------------------------------------- | --------- | -------------------- | ----- |
| 2006 | Mistrzostwa świata juniorów             | Pekin     | el. – 24. miejsce    | 64,49 |
| 2009 | Młodzieżowe mistrzostwa Europy          | Kowno     | 10. miejsce          | 73,71 |
| 2009 | Uniwersjada                             | Belgrad   | 6. miejsce           | 77,22 |
| 2010 | Zimowy puchar Europy w rzutach          | Arles     | 3. miejsce           | 78,13 |
| 2011 | Zimowy puchar Europy w rzutach          | Sofia     | 4. miejsce           | 76,93 |
| 2011 | Superliga drużynowych mistrzostw Europy | Sztokholm | 7. miejsce           | 71,79 |
| 2012 | Mistrzostwa Europy                      | Helsinki  | 12. miejsce          | 70,93 |
| 2012 | Igrzyska olimpijskie                    | Londyn    | el. – 28. miejsce    | 77,36 |
| 2014 | Zimowy puchar Europy w rzutach          | Leiria    | 2. miejsce (grupa B) | 74,26 |